# Charles (rzeka w Massachusetts)
Charles (ang. Charles River) – rzeka w Stanach Zjednoczonych, we wschodniej części stanu Massachusetts, nad ujściem której położone jest miasto Boston.
Źródło rzeki znajduje się w pobliżu miejscowości Hopkinton. W górnym biegu rzeka kieruje się na południe, w środkowym biegu kilkakrotnie zmienia kierunek między wschodnim, północnym i północno-zachodnim, a w końcowym biegu płynie na wschód. W centrum Bostonu uchodzi do zatoki Boston Harbor, odnogi zatoki Massachusetts.
Nad rzeką położone są miejscowości: Milford, Bellingham, Franklin, Medway, Millis, Medfield, Sherborn, Dover, Natick, Wellesley, Needham, Dedham, Newton, Waltham, Watertown, Cambridge i Boston.
Długość rzeki wynosi 129 km, a powierzchnia jej dorzecza około 800 km². Rzeka jest żeglowna na odcinku 16 km, od ujścia do Watertown.
Rzeka nazwana została na cześć króla Anglii, Karola I.